# نوه ها میم کلر
نوه ها میم کلر (زاده ۱۹۵۴) یک پژوهشگر اسلامی، دبیر و نویسنده آمریکایی می باشدکه در عمان مشغول زندگی است. میم کلر مترجم تعدادی از کتاب های اسلامی می باشد. 

## زندگی و بورسیه
میم کلر در دانشگاه شیکاگو و دانشگاه کالیفرنیا، لس آنجلس، فلسفه و عربی خوانده است. وی در سال ۱۹۷۷ از کلیسای کاتولیک رومی به اسلام ایمان آورد. او یکی از دلایل اسلام آوردن خودش را نوشته های سید حسین نصر فیلسوف اسلامی نام برده است. 
او بعدها به تحقیقات طولانی در علوم اسلامی را نزد علمای شاخص سوریه و اردن شروع نمود و در سال ۱۹۹۶ به عنوان شیخ مجاز گردید.
او از سال ۱۹۸۲ تا زمان فوتش در سال ۲۰۰۴ به دودمان صوفی شادلی اضافه شد و از  سال ۱۹۸۲ تا زمان فوتش در سال ۲۰۰۴ ، به شاگردی شاعر صوفی شیخ عبدالرحمن الشغوری دمشقی (که از او مجوز کسب نمود) گردید.
ترجمه انگلیسی او از امدة السالیک ، تکیه مسافر ، (کتاب سنت، ۱۹۹۱) یک دفترچه راهنمای شافعی در شریعت می باشد.  این نخستین اثر حقوقی اسلامی به زبان اروپایی می باشد که گواهینامه دانشگاه الازهر را کسب کرده است.  